# Rosaria Tassinari
Rosaria Tassinari (Forlì, 18 agosto 1967) è una politica italiana, dal 13 ottobre 2022 deputata alla Camera per Forza Italia.

## Biografia
Nata a Forlì, ma originaria di Rocca San Casciano, in provincia di Forlì-Cesena, diplomatasi in ragioneria consegue la laurea in giurisprudenza presso l’Università di Bologna - Campus di Forlì nel 1991, con una tesi sull'arbitrato rituale e irrituale, e svolge la professione di avvocato.

### Attività politica
Con la discesa in campo nella politica di Silvio Berlusconi, si iscrive a Forza Italia nel 1994, con cui è stata consigliera comunale di Rocca San Casciano (FC) dal 1995 al 2009, assessore al bilancio e tributi nella giunta comunale dal 1999 al 2004 e consigliera presso la Comunità montana Acquacheta del Montone dal 2004 al 2009.
Alle elezioni comunali in Emilia-Romagna del 2009 viene eletta sindaca del comune di Rocca San Casciano, venendo rieletta alla successiva tornata elettorale del 2014 con il 62,69% dei voti.
Nel 2019 viene nominata assessore alle politiche della famiglia e al welfare nella giunta comunale di Forlì guidata da Gian Luca Zattini.
Alle elezioni politiche anticipate del 2022 viene candidata alla Camera dei deputati, tra le liste di Forza Italia come capolista nel collegio plurinominale Emilia-Romagna - 03, venendo eletta deputata. Nella XIX legislatura è componente della 11ª Commissione Lavoro pubblico e privato, della 7ª Commissione Cultura, scienza e istruzione in sostituzione della sottosegretaria di Stato per i rapporti col Parlamento Matilde Siracusano, della Commissione parlamentare per l'infanzia e l'adolescenza e del Comitato di vigilanza sull'attività di documentazione.
Il 24 marzo 2023 viene nominata da Silvio Berlusconi coordinatrice regionale di Forza Italia in Emilia-Romagna al posto di Enrico Aimi.
Nel maggio del 2024, in occasione delle elezioni europee, viene candidata nella lista del partito per la circoscrizione nord-orientale.